# Lemon Drop
Lemon Drop es un cóctel a base de vodka con el sabor dulce y ácido del limón, que se prepara usando jugo de limón, licor triple seco y jarabe simple.  Se le describe como una variante o una versión del Martini. Por lo general se prepara y se sirve frío con hielo y colado 
La bebida fue inventada en algún momento en los 70s por Norman Jay Hobday, el fundador y propietario de Henry Africa's bar en San Francisco, California. Existen algunas variaciones de la bebida, como Lemon Drops de mora azul y frambuesa. Se sirve en algunos bares y restaurantes en los Estados Unidos, y en otras áreas del mundo.

## Descripción

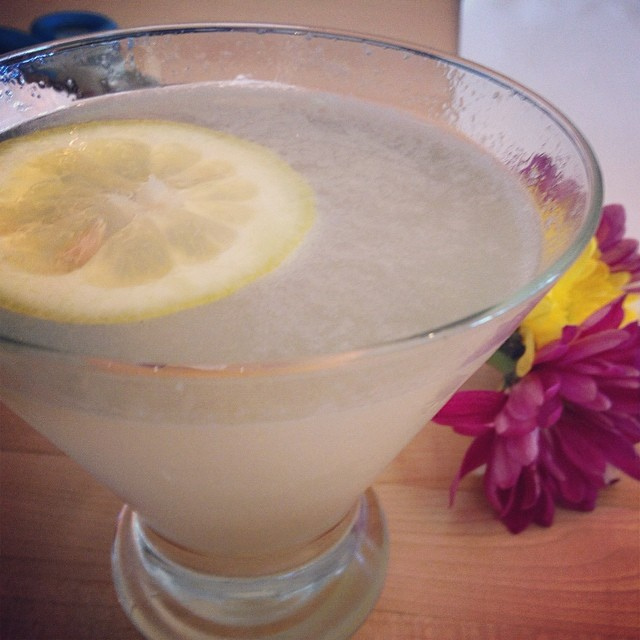
Un Lemon Drop servido con una rodaja de limón.

Un Lemon Drop es un cóctel con un sabor dulce, agrio y con esencia de limón, en donde los ingredientes dulces y agrios sirven para contrastar y compensarse mutuamente. Es un cóctel a base de vodka que se prepara con la adición de jugo de limón, licor triple seco y jarabe simple. En su preparación se puede utilizar un Vodka simple o con sabor, así como el vodka de limón. El jugo de limón recién exprimido se puede usar también; en este caso se consigue una bebida superior. 
Un Lemon Drop se prepara puro por lo general, es decir que se agita o se mezcla con hielo, se cuela y se sirve en un vaso de vidrio, como puede ser un vaso de martini. El vaso puede preparase con azúcar en el borde, poniendo la orilla del vaso en agua o jugo de limón y después poniéndolo en una charola profunda con azúcar fina (también llamada azúcar de bar, azúcar espolvoreada y azúcar glas.

## Historia
El Lemon Drop fue inventado en algún momento de los 70s por Norman Jay Hobday, el fundador y propietario de Henry Africa’s, un bar en el vecindario de Russian Hill en San Francisco que abrió en 1969. Originalmente era servido en un vaso de coctel. La bebida original llegó rápidamente a muchas cantinas de San Francisco. A principios de los 90s, se preparaba en vasos pequeños de cristal o como se le llama comúnmente a éste recipiente, vasos de chupitos.

## Variaciones
Las variaciones de la bebida incluyen Lemon Drops preparados con mora azul y con frambuesas, que pueden usar vodkas u otros licores de sabor con estas moras. Estas bebidas también pueden servirse con moras azules revueltas o con limón. Un Lemon Drop de mora azul se puede preparar con moras azules revueltas, y un Lemon Drop de frambuesa se puede preparar con frambuesas hechas puré o aplastadas.
El vaso puede tener un borde de azúcar, y se puede usar azúcar con colorante, preparada añadiendo colorante vegetal al azúcar.

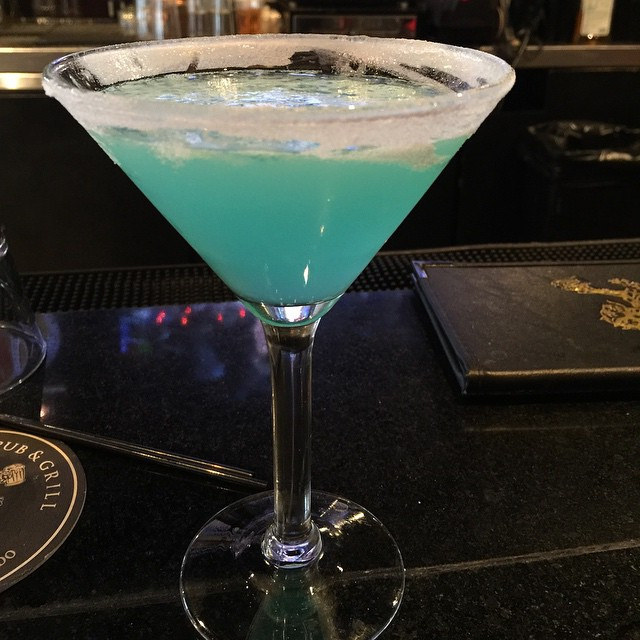
Un Lemon Drop de mora azul servido con un vaso con borde de azúcar.
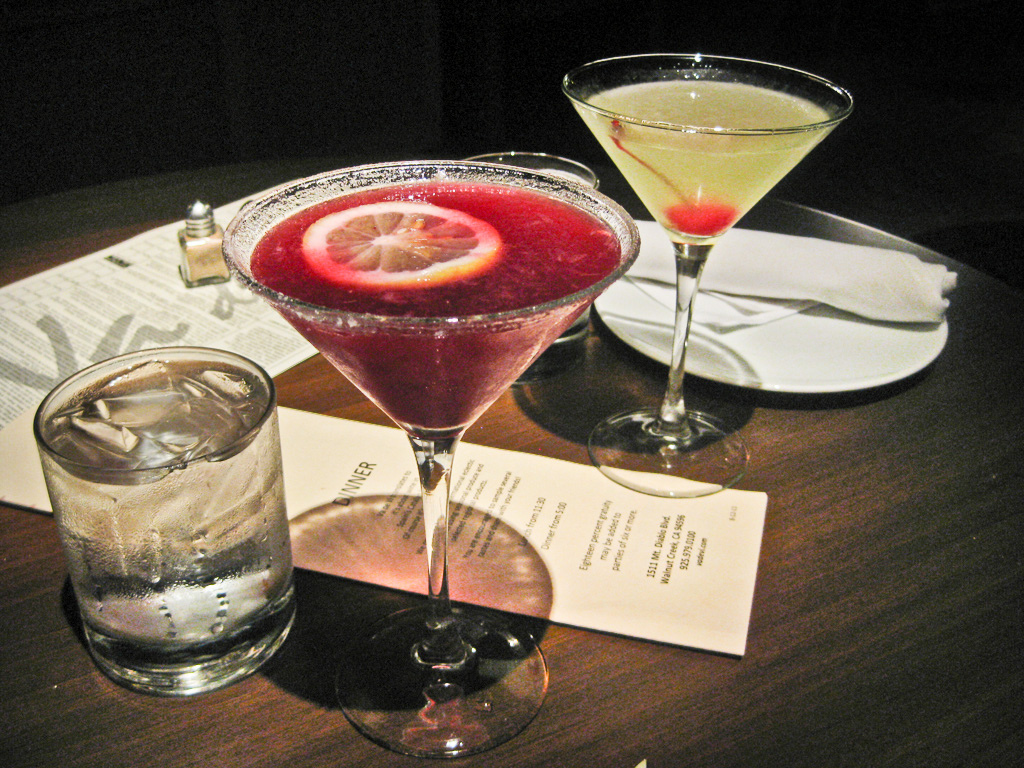
Un Lemon drop de mora azul (al frente) y un martini de manzana.
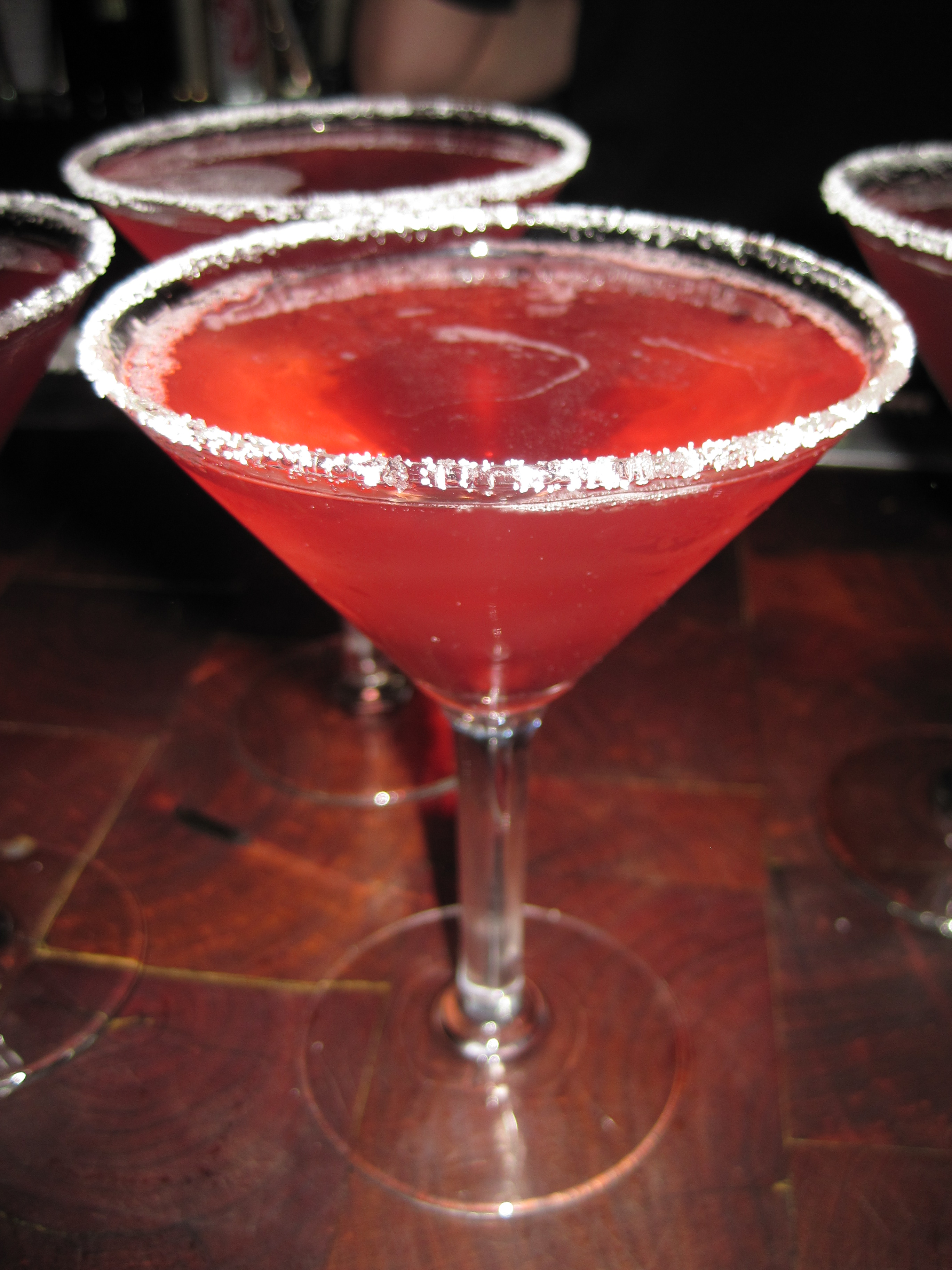
Un Lemon Drop martini preparado con licor de frambuesa.
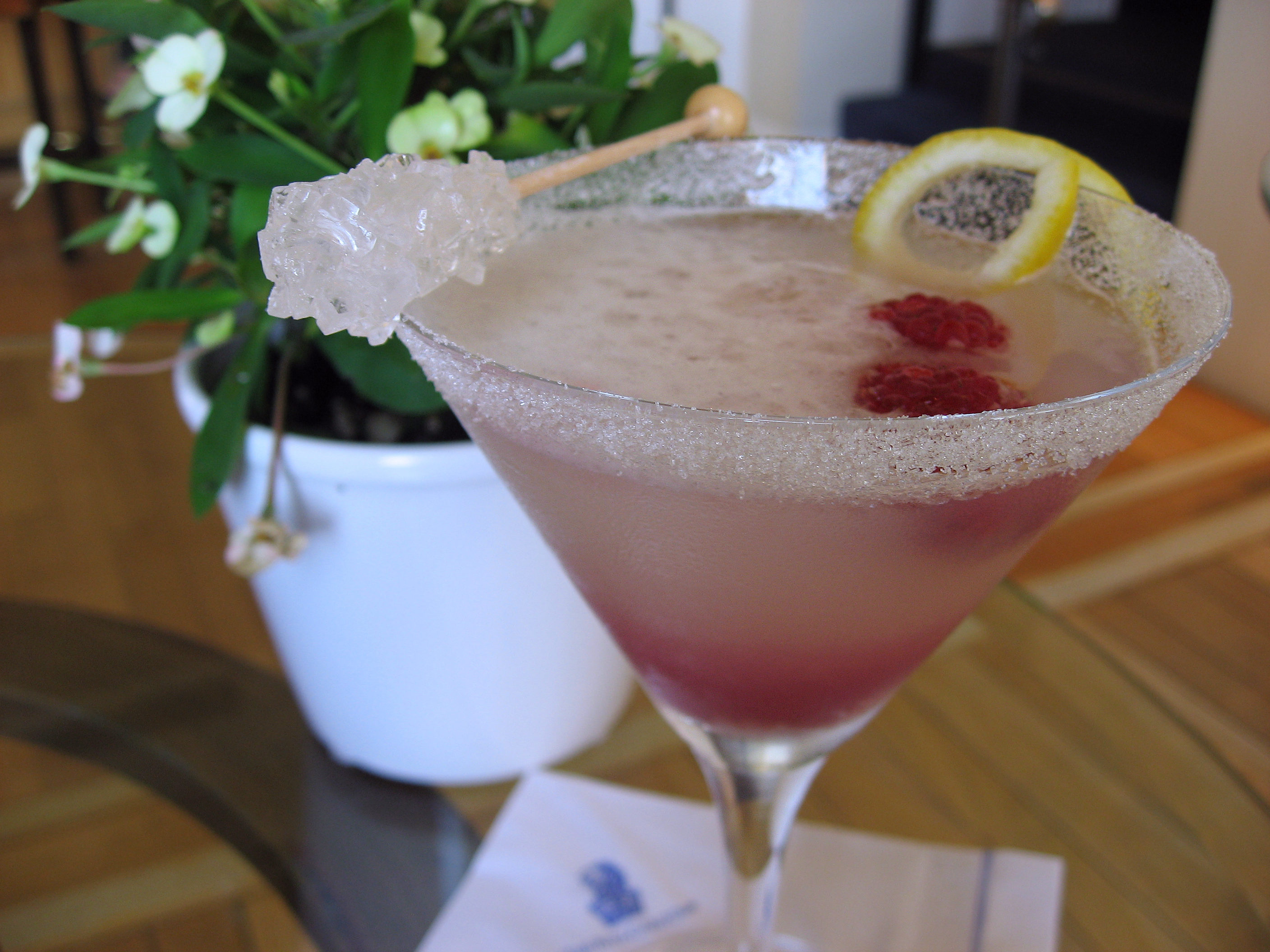
Un Lemon Drop de frambuesa con frambuesa molida, una rodaja de limón y caramelo.

## En la cultura popular
En 2006, la preparación del Lemon Drop fue presentada en el The Oprah Winfrey Show, preparado por Oprah Winfrey y Rachael Ray.  La popularidad de la bebida aumentó durante este tiempo.

## Más información
- O'Connor, J.D. (29 de marzo de 2012). «Now THAT Was a Classy Joint». Patch Media. Consultado el 12 de diciembre de 2015. «catering to the whimsy of well-heeled Yuppies in search of a member of the opposite gender, and one of Hobday's patented 'Lemon Drops.'».